# Jan de Hartog
Jan de Hartog, född 22 april 1914 i Haarlem, Noord-Holland, Nederländerna, död 22 september 2002 i Houston, Texas, USA, var en nederländsk författare och manusförfattare.
När Riksteatern gav Jan de Hartogs Himmelssängen 1953 spelade det svenska skådespelarparet Håkan Westergren och Inga Tidblad mot varandra.